# Pandrignes
Pandrignes es una comuna francesa situada en el departamento de Corrèze, en la región de Nueva Aquitania.

## Demografía
| 203 | 181 | 152 | 126 | 139 | 155 | 172 | 166 |
| Para los censos de 1962 a 1999 la población legal corresponde a la población sin duplicidades (Fuente: INSEE [Consultar]) |     |     |     |     |     |     |     |